# Lista episoadelor din seria Sailor Moon
Această listă de episoade conține toate episoadele din serialul de animație japoneză Sailor Moon, sortate după ordinea lor originală. Cele 200 de episoade s-au difuzat în Japonia între 1992 și 1997, sub forma a cinci sezoane. Primul a fost intitulat Pretty Soldier Sailor Moon, al doilea Pretty Soldier Sailor Moon R, al treilea Pretty Soldier Sailor Moon S, al patrulea Pretty Soldier Sailor Moon SuperS, iar al cincilea și ultimul Pretty Soldier Sailor Moon Sailor Stars. În România, toate sezoanele au fost difuzate cu titlul Frumoasa Luptătoare Sailor Moon.
În România toate cele 200 de episoade au fost difuzate de către TVR 1 între 3 iunie 1997 și august 1998, iar mai apoi de TVR 2 între 1999 și 2000.

## Lista episoadelor

### Sailor Moon
| #  | # / Sezon | Titlu | Premieră Originală | Premieră, România |
| -- | --------- | --- | ------------------ | ----------------- |
| 1  | 1         | „Minunata schimbare a plângăcioasei Usagi” „Nakimushi Usagi no karei naru henshin (泣き虫うさぎの華麗なる変身)”                                            | 7 martie 1992      | 3 iunie 1997      |
| 2  | 2         | „Pedepsește-i! Casa ghicitoarei e ascunzătoarea monstrului” „Oshiokiyo! Uranai house wa yōma no yakata (おしおきよ!占いハウスは妖魔の館)”                  | 14 martie 1992     | 4 iunie 1997      |
| 3  | 3         | „Misterioasa boală a somnului! Protejează fetele îndrăgostite” „Nazo no nemuribyō, mamore otome no koisuru kokoro (謎のねむり病, 守れ乙女の恋する心)”      | 21 martie 1992     | 10 iunie 1997     |
| 4  | 4         | „Usagi te învață cum să slăbești” „Usagi ga oshiemasu! Surimu ni naruhō (うさぎが教えます!スリムになる法)”                                                 | 28 martie 1992     | 11 iunie 1997     |
| 5  | 5         | „Mirosul unui monstru! Șanela fură iubirea” „Yōma no kaori! Shanēra wa ai wo nusume (妖魔の香り!シャネーラは愛を盗む)”                                     | 11 aprilie 1992    | 18 iunie 1997     |
| 6  | 6         | „Protejează melodia iubrii! Usagi e Cupidon” „Mamore koi no merodi! Usagi wa Kyūpiddo (â守れ恋の曲!うさぎはキューピッド)”                                  | 18 aprilie 1992    | 1 iulie 1997      |
| 7  | 7         | „Usagi învață! Drumul spre popularitate e greu” „Usagi hansei! Sutā no michi wa kibishii (うさぎ反省!スターの道はきびしい)”                                | 25 aprilie 1992    | 2 iulie 1997      |
| 8  | 8         | „Fata geniu e un monstru? Teroare la seminar” „Tensai shōjo wa yōma na no? Kyōfu no sennōjuku (天才少女は妖魔なの?恐怖の洗脳塾)”                           | 2 mai 1992         | 8 iulie 1997      |
| 9  | 9         | „Dezastrul lui Usagi! Confuzia ceasurilor dereglate” „Usagi no sainan! Awate tokei ni goyōjin (うさぎの災難!あわて時計にご用心)”                           | 9 mai 1992         | 9 iulie 1997      |
| 10 | 10        | „Autobuzul blestemat! Apare Marte, luptătoarea focului” „Norowareta basu! Honō no senshi Māzu tōjō (呪われたバス!炎の戦士マーズ登場)”                      | 16 mai 1992        | 15 iulie 1997     |
| 11 | 11        | „Usagi și Rei se ceartă? Coșmar în Lumea de Vis” „Usagi to Rei taiketsu? Yume rando no akumu (うさぎとレイ対決?夢ランドの悪夢)”                            | 23 mai 1992        | 16 iulie 1997     |
| 12 | 12        | „Și eu vreau un iubit! Capcana de pe vasul de croazieră” „Nazo no nemuribyō, mamore otome no koisuru kokoro (Japanese: 謎のねむり病, 守れ乙女の恋する心)”  | 30 mai 1992        | 17 iulie 1997     |
| 13 | 13        | „Să ne unim, fetelor! Sfârșitul lui Jedait” „Onna no ko wa danketsu yo! Jedaito no saigo (女の子は団結よ!ジェダイトの最期)”                                | 6 iunie 1992       | 18 iulie 1997     |
| 14 | 14        | „Un nou inamic, creasta diavolului Nefrait” „Arata naru kyōteki, Nefuraito ma no monshō (新たなる強敵, ネフライト魔の紋章)”                                | 13 iunie 1992      | 21 iulie 1997     |
| 15 | 15        | „Usagi intră în panică! Prima întâlnire a lui Rei” „Usagi aseru! Rei-chan hatsu dēto (うさぎアセる!レイちゃん初デート)”                                    | 20 iunie 1992      | 22 iulie 1997     |
| 3  | 3         | „Rochia de mireasă e visul unei fete! Usagi devine mireasă” „Junpaku doresu no yume! Usagi hanayome ni naru (純白ドレスの夢!うさぎ花嫁になる)”             | 27 iunie 1992      | 23 iulie 1997     |
| 17 | 17        | „Usagi e model? Aparatul de fotografiat al monstrului” „Moderu wa Usagi? Yōma kamera no nessha (モデルはうさぎ?妖魔カメラの熱写)”                          | 4 iulie 1992       | 24 iulie 1997     |
| 18 | 18        | „Inocența lui Shingo! Tristețea păpușii franzusești” „Shingo no junjō! Kanashimi no Furansu ningyō (進悟の純情!哀しみのフランス人形)”                      | 11 iulie 1992      | 25 iulie 1997     |
| 19 | 19        | „Bucuria lui Usagi! Scrisoare de dragoste de la Mascatul în Frac” „Usagi kangeki! Takishīdo Kamen no rabu retā (うさぎ感激!タキシード仮面の恋文)”          | 25 iulie 1992      | 28 iulie 1997     |
| 20 | 20        | „Vara, marea și tinerețea! Desigur, și o fantomă” „Natsu yo, Umi yo, Seishun yo! Omake ni yūrei mo yo (夏よ海よ青春よ!おまけに幽霊もよ)”                   | 1 august 1992      | 29 iulie 1997     |
| 21 | 21        | „Protejează visele copiiilor! Prietenia legată de anime” „Kodomotachi no yume mamore! Anime ni musubu yūjō (子供達の夢守れ!アニメに結ぶ友情)”              | 8 august 1992      | 30 iulie 1997     |
| 22 | 22        | „Dragoste sub lună! Primul sărut al lui Usagi” „Gekka no romansu! Usagi no hatsu kissu (月下のロマンス!うさぎの初キッス)”                                  | 15 august 1992     | 31 iulie 1997     |
| 22 | 22        | „Prima iubire a lui Naru” „Nagareboshi ni negai wo! Naru-chan no jun'ai (流れ星に願いを!なるちゃんの純愛)”                                                 | 22 august 1992     | 1 august 1997     |
| 24 | 24        | „Lacrimile lui Naru! Nefrait moare pentru dragoste” „Naru-chan gōkyū! Nefuraito ai no shi (なるちゃん号泣!ネフライト愛の死)”                               | 29 august 1992     | 4 august 1997     |
| 25 | 25        | „Puternica amoroasă, Jupiter” „Koisuru kairiki shōjo, Jupitā-chan (恋する怪力少女, ジュピターちゃん)”                                                      | 5 septembrie 1992  | 5 august 1997     |
| 26 | 26        | „Readu zâmbetul lui Naru! Prietenia lui Usagi” „Naru-chan ni egao wo! Usagi no yūjō (なるちゃんに笑顔を!うさぎの友情)”                                     | 12 septembrie 1992 | 6 august 1997     |
| 27 | 27        | „Iubire pentru Ami?! Băiatul care prevestește viitorul” „Ami-chan e no koi!? Mirai yochi no shōnen (亜美ちゃんへの恋!?未来予知の少年)”                     | 10 octombrie 1992  | 6 august 1997     |
| 28 | 28        | „Tabloul iubirii. Usagi și Mamoru se apropiază?” „Koi no irasuto, Usagi to Mamoru ga sekkin? (恋のイラスト, うさぎと衛が接近?)”                            | 17 octombrie 1992  | 7 august 1997     |
| 29 | 29        | „Haos total! Ciudatul triunghi amoros” „Daikonsen! Guchagucha koi no shikaku kankei (大混線!グチャグチャ恋の四角関係)”                                     | 24 octombrie 1992  | 8 august 1997     |
| 30 | 30        | „Bunicul pierde controlul. Rei, în pericol” „Ojī-chan ranshin, Rei-chan no kiki (お爺ちゃん乱心, レイちゃんの危機)”                                        | 31 august 1992     | 11 august 1997    |
| 31 | 31        | „Iubită și urmărită! Cea mai urâtă zi a Lunei” „Koisarete owarete! Luna no saiaku no hi (恋されて追われて!ルナの最悪の日)”                                 | 7 noiembrie 1992   | 12 august 1997    |
| 32 | 32        | „Soluția lui Umino! O voi proteja pe Naru” „Umino no kesshin! Naru-chan wa boku ga mamoru (海野の決心!なるちゃんは僕が守る)”                               | 14 octombrie 1992  | 13 august 1997    |
| 33 | 33        | „Apare Venus, ultima Luptătoare Sailor” „Saigo no Sērā Senshi, Vīnasu tōjō (最後のセーラー戦士, ヴィーナス登場)”                                           | 21 noiembrie 1992  | 14 august 1997    |
| 34 | 34        | „Strălucitorul Cristal de Argint! Prințesa Lunii își face apariția” „Hikari kagayaku ginzuishō! Tsuki no purinsesu tōjō (光輝く銀水晶!月のプリンセス登場)” | 28 noiembrie 1992  | 15 august 1997    |
| 35 | 35        | „Amintiri pierdute! Trecutul lui Usagi și Mamoru” „Yomigaeru kioku! Usagi to Mamoru no kako (よみがえる記憶!うさぎと衛の過去)”                             | 6 decembrie 1992   | 18 august 1997    |
| 36 | 36        | „Usagi e confuză. Mascatul în Frac e rău?” „Usagi konran! Takishīdo Kamen wa aku? (うさぎ混乱!タキシード仮面は悪?)”                                        | 12 decembrie 1992  | 19 august 1997    |
| 37 | 37        | „Usagi devine prințesă? Antrenamentul bizar” „Mezase purinsesu? Usagi no chintokkun (めざせプリンセス?うさぎの珍特訓)”                                     | 19 decembrie 1992  | 20 august 1997    |
| 38 | 38        | „Zăpada, munții și prietenia! Până la urmă, și un monstru” „Yuki yo, Yama yo, Yūjō yo! Yappari yōma mo yo (雪よ山よ友情よ!やっぱり妖魔もよ)”               | 26 decembrie 1992  | 21 august 1997    |
| 39 | 39        | „În pereche cu un demon?! Mako, regina patinajului pe gheață” „Yōma to pea!? Hyōjō no joō Mako-chan (妖魔とペア!?氷上の女王まこちゃん)”                    | 9 ianuarie 1993    | 22 august 1997    |
| 40 | 40        | „Legendarul monstru din lac! Legătura familiei lui Usagi” „Mizuumi no densetsu yōkai! Usagi kazoku no kizuna (湖の伝説妖怪!うさぎ家族のきずな)”            | 16 ianuarie 1993   | 25 august 1997    |
| 41 | 41        | „Nu voi mai fugi de iubire! Ami îl confruntă pe Mamoru” „Mō koi kara nigenai! Ami to Mamoru taiketsu (もう恋から逃げない!亜美と衛対決)”                    | 23 ianuarie 1993   | 26 august 1997    |
| 42 | 42        | „Trecutul lui Sailor Venus! Tragica iubire a lui Minako” „Sērā Vīnasu no kako, Minako no hiren" (Sヴィーナスの過去, 美奈子の悲劇)”                         | 30 ianuarie 1993   | 27 august 1997    |
| 43 | 43        | „Usagi abandonează? Cearta luptătoarelor” „Usagi ga koritsu? Sērā Senshi-tachi no ōgenka (うさぎが孤立?S戦士達の大ゲンカ)”                                 | 6 februarie 1993   | 28 august 1997    |
| 44 | 44        | „Trezirea lui Usagi! Mesaj din trecutul îndepărtat” „Usagi no kakusei! Chōkako no messēji (うさぎの覚醒!超過去のメッセージ)”                               | 13 februarie 1993  | 29 august 1997    |
| 45 | 45        | „Moartea luptătoarelor! Tragica bătălie finală” „Sērā Senshi shisu! Hisō naru saishūsen (セーラー戦士死す!悲壮なる最終戦)”                                 | 20 februarie 1993  | 1 septembrie 1997 |
| 46 | 46        | „Dorința eternă a lui Usagi! O nouă viață” „Usagi no omoi wa towa ni! Atarashiki tensei (うさぎの想いは永遠に!新しき転生)”                                 | 27 februarie 1997  | 2 septembrie 1997 |